# William Logan (sénateur)
Pour les articles homonymes, voir William Logan et Logan.
William Logan (8 décembre 1776 - 8 août 1822) est un sénateur du Kentucky.

## Biographie
Né à Harrodsburg, le 8 décembre 1776, William Logan passe son enfance à St. Asaphs Fort. Il déménage dans le comté de Shelby vers 1798. Il est délégué à la convention constitutionnelle du Kentucky en 1799 et travaille, la même année, comme commissaire de l’État à l'implantation du siège du nouveau comté de Barren à Glasgow, une nouvelle colonie probablement du nom de la ville natale écossaise du père de Logan.
Il est membre de la Chambre des représentants du Kentucky de 1803 à 1806, ainsi qu'en 1808 et sert comme Speaker (politics) (en) lors de deux mandats. Il est juge à la cour d'appel de 1808 à 1812. Il fait aussi partie du collège électoral des États-Unis en 1808, 1812 et 1816. Il est élu comme républicain démocratique au Sénat des États-Unis et exerce son mandat entre le 4 mars 1819 et le 28 mai 1820 quand il démissionne afin de se présenter au poste de gouverneur en 1820, élection qu’il ne remporte pas.
Il sert alors comme commissaire de la Kentucky River Company. Logan décède à sa résidence dans le comté de Shelby et il est enterré dans le cimetière de la famille Logan près de Shelbyville.